# Stazione di Higashi-Hiroshima
La stazione di Higashi-Hiroshima (東広島駅?, Higashi-Hiroshima-eki) è una stazione ferroviaria della città di Higashihiroshima, nella prefettura di Hiroshima. È gestita da JR West ed è percorsa solo dal treno ad alta velocità Sanyō Shinkansen.

## Linee

### Treni
- JR West
  - Sanyō Shinkansen